# História da Eritreia

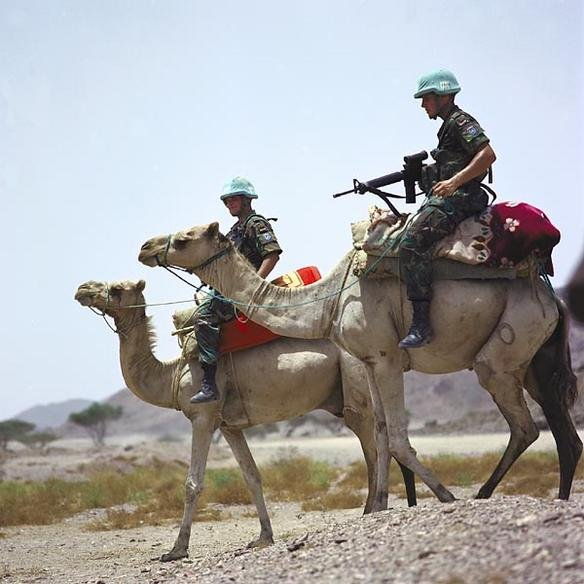
Soldados da ONU patrulham a zonas fronteiriça entre a Eritreia e a Etiópia

A história pré-colonial da zona onde fica a Eritreia não é muito conhecida. Os primeiros vestígios de povoamento no que é hoje Eritreia têm mais de 120 000 anos de idade e se caracterizam por ferramentas de pedra encontradas nas zonas litorâneas do Mar Vermelho e pinturas nas cavernas do nordeste do país em Rora Habab.

## Origens
Os primeiros povos que habitavam e ainda habitam a região são os povos nilóticos que são representados hoje pelos grupos étnicos de cunamas e naras no oeste da Eritreia. Tinham ligações com as civilizações do Egito e Núbia e alguns desses povos praticam ainda a sua antiga religião animista.
A segunda onda de migração consistia dos primeiros povos cuxitas de Eritreia que são representados hoje pelos grupos étnicos dos afares e Saho. Não se sabe exatamente quando chegaram à zona que habitam hoje, mas é evidente que já moravam lá antes de chegar a próxima onda migratória. Nos documentos históricos de Egito e seus explorações ultramarinas durante o reino do rei Suhure e a rainha Hatexepsute entre 2500 e 1 500 a.C., fala-se dum reino que se chamava Punt pela costa meridional do Mar Vermelho, supostamente pela costa da Eritreia, Djibuti, Somalilândia e Somália que produzia muito olíbano e mirra.
A terceira onda de migração começou nos anos 1 000 a.C. desde o sul da península da Arábia pelos povos semíticos do antigo reino de Sabá. Estabeleceram povoados e cidades pela costa da Eritreia principalmente o porto de Adúlis na baía de Zula pelo Mar Vermelho. O povo de Sabá junto com os povos cuchíticos e nilóticos que habitavam a região se uniram e criaram uma civilização, o reino de Axum cuja capital (com o mesmo nome) fica ainda a 40 quilômetros ao sul da fronteira entre Eritreia e o norte da Etiópia. A herança daquela civilização Axumita na região é evidente na Eritreia não só pelo sistema alfabético dos axumitas chamado ge'ez que ainda se usa em Eritreia para escrever principalmente as línguas Tigré e tigrínia.
A língua ge'ez mesmo era a mesma dos axumitas e sobrevive ainda na Igreja Ortodoxa da Eritreia como língua litúrgica. O cristianismo chegou ao reino de Axum no século IV do império Bizantino. Os grupos étnicos dos Biher-Tigrinha e Tigre na Eritreia falam idiomas que são descendentes do ge'ez.

## Invasão Islâmica
O reino de Axum deixou de existir no século X com a chegada da penúltima onda de migração à Eritreia, dos povos islâmicos bejas que ainda habitam o norte e noroeste do país (a tribo Hedarebe) e dos árabes que ainda habitam a costa setentrional do país (a tribo Raxaida). Os poderes islâmicos, principalmente os árabes e logo os turcos estabeleceram relações com os reinos e sultanatos islâmicos locais que surgiram na região depois da era Axumita. No sudeste da Eritreia reinava o Sultanato de Adal sob os afares (e Somali em Djibuti, Somália e Somalilândia), em quanto no norte e nordeste da Eritreia e Sudão, os bejas controlavam a terra como nômades guerreiros islâmicos. Os bejas usavam o idioma de Tigré (o idioma da maioria do povo) para governar a zona e chamavam o seu domínio Medri Bahri (a terra do mar), dividindo-o em 5 "condados".
O povo no altiplano da Eritreia permaneceram cristãos ficando sob influência dos reinos da Abissínia que eram herdeiros do reino Axumita. Mesmo assim o povo cristão ao norte do rio Merebe (fronteira natural entre Eritreia e Etiópia) era distinto do povo ao sul do mesmo rio. O altiplano da Eritreia se chamava então "Merebe Melaxe" (que significa além do Rio Merebe em amárico, povo que então dominava a Abissínia) e também "Bare Negaxe" (o reino do Mar). O povo local não reconhecia a autoridade de reis nem príncipes ou condes da Abissínia e não praticavam tanto o feudalismo. A autoridade consistia em conselhos de distritos e aldeias com as suas próprias leis enquanto a terra pertencia ao povo e à igreja.
No século XIII, durante e depois a queda do Reino Zagué de Abissínia, chegou a última onda de migração de abissínios ao altiplano da Eritreia, um povo cuchítico que dominara os tronos da Abissínia (adotando a sua cultura). São representados hoje em Eritreia pelo grupo étnico dos bilen que vivem no planalto que cerca a cidade de Keren.
No século XVI, o reino dos otomanos e seus vassalos árabes estabeleceram controle direito sob a costa setentrional da Eritreia e construíam a cidade de Maçuá (o porto principal da Eritreia) com prédios de corais. Ficaram até os finais do século XIX quando chegaram os italianos para criar a colónia da Eritreia. 

## Domínio colonial italiano e britânico

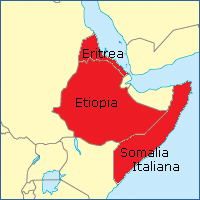
Mapa do império colonial italiano na África (1936 - 1941), que incluía Eritreia, Somalia e Etiópia

A Eritreia como território foi criado pela Itália em 1 de janeiro de 1890 e foi então que recebeu o seu nome 'Eritreia' que vem do antigo nome em latim do Mar Vermelho: Mar Eritreu. Os italianos ficaram quase cinquenta anos, desde os finais do século XIX até 1941. Nos últimos anos de colonização, a Itália fascista estabeleceu leis de segregação racista. Mesmo assim, esse sistema não durou muito tempo.
Pouco depois, a Itália vinha sofrendo derrotas na Segunda Guerra Mundial e perdeu também as suas colónias para os aliados, incluindo a Eritreia que veio a ser protectorado da Grã-Bretanha desde 1941 até 1952. O período colonial na Eritreia deixou uma herança cultural, na arquitectura das cidades, na religião do catolicismo, na influência italiana do vocabulário local, hábitos e estilo de vida das áreas urbanizadas e uma herança económica e política na infraestrutura, indústria e administração modernas.

## Independência

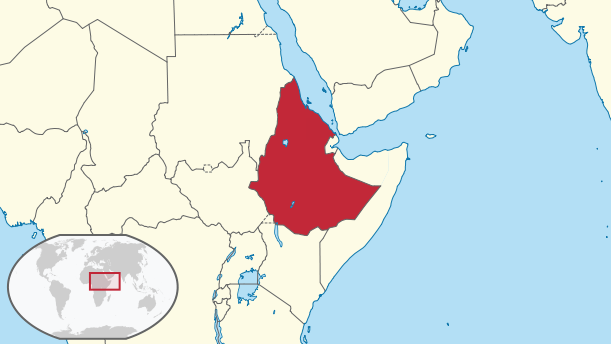
Este é um mapa da Etiópia e da Eritreia em anexo, que é a República Democrática Popular da Etiópia, o mapa da junta militar do Derg (1974-1987) e a Federação da Etiópia e Eritreia (1952-1962).

Depois de um tempo de protectorado britânico, a ONU decidiu fazer de Eritreia um país autônomo, federado com a Etiópia. O povo da Eritreia não concordava. A federação durou apenas 9 anos até 1961 quando o rei da Etiópia fechou o parlamento da Eritreia e iniciou uma campanha para exterminar toda a resistência na Eritreia contra a união com a Etiópia. A guerra pela independência começou.
O primeiro movimento que começou a lutar pela independência da Eritreia era a FLE (Frente pela Libertação da Eritreia) que era dominado por líderes islâmicos e conservadores. Por tanto tinha o apoio dos países do Oriente Médio, enquanto a Etiópia tinha um acordo de seguridade com os Estados Unidos dando-lhes uma base militar na Eritreia (então ocupada pela Etiópia). Nos anos setenta, a Etiópia experimentou uma revolução comunista e veio a receber apoio da União Soviética e os outros países comunistas. Na Eritreia, o movimento de resistência tinha muitos problemas internos, dando início a uma luta interna resultando na criação de vários movimentos rivais. Dessas surgiu o FPLE (Frente Popular pela Libertação da Eritreia), que era mais socialista e argumentava a favor dum movimento que melhor representa o povo e que podia uni-lo melhor, cristãos com muçulmanos, homens com mulheres. A FPLE ganhou a luta interna e veio a dominar a luta pela independência até o seu fim em 24 de Maio de 1991, quando os seus soldados entraram na cidade capital da Eritreia conseguindo o controle total sobre o país. Cooperando com a resistência da Etiópia contra o governo comunista desse país, derrotaram também o governo comunista da Etiópia. A FPLE decidiu então a tomar dois anos para organizar um referendo para dar o povo da Eritreia a oportunidade de praticar o seu direito de auto-determinação. Em Abril de 1993, o povo votou no primeiro referendo livre da Eritreia, decidindo a maioria pela independência. Com o resultado, o governo declarou a independência do país no 24 de Maio de 1993. 
Desde a independência formal da Eritreia em 1993, até 5 anos depois, os governos da Eritreia e Etiópia tinham uma relação muito boa de cooperação e apoio mútuo, no qual Eritreia continuou a usar a moeda corrente da Etiópia e a dar o seu vizinho acesso livre aos seus portos. É possível dizer que Eritreia era então só nomeadamente independente e ainda sob a influência da Etiópia. Por tanto a fronteira entre os dois países, aínda que não era claramente delineada, não importava muito a nenhum dos dois países. 
Em 1997, Eritreia estabeleceu a sua própria constituição e pouco depois a sua própria moeda corrente também (previamente o birr da Etiópia e agora a nakfa). Eritreia decidiu que para a Etiópia continuar pagando birr para serviços portuários e outros exportações da Eritreia , teriam de aceitar pagamentos da Eritreia em nakfa e com o mesmo câmbio (um nakfa por um birr). A Etiópia rejeitou a proposta e o comércio entre os dois países foi "dolarizado" pela decisão do primeiro-ministro da Etiópia, Meles Zenawi.
A fronteira da Etiópia e da Eritreia, e a própria independência da Eritreia, voltou a repentemente ser uma coisa de significado muito importante para os dois países. Em Maio de 1998, a guerra de fronteiras entre a Eritreia e Etiópia começou principalmente pela aldeia de Badme.
Depois de mais de 100 000 mortos e mais feridos e uma grande destruição na zona fronteiriça, a guerra acabou em 2000 com o acordo de paz de Argel. O acordo de Argel indica que os dois países devem deixar a ONU patrulhar a fronteira e permitir um tribunal independente determinar e delinear a fronteira. Os dois países concordaram e o Tribunal Internacional de Justiça em Haia determinou em Abril de 2002, que a aldeia de Badme pertence a Eritreia.
A Eritreia aceitou toda a decisão do tribunal mas a Etiópia rejeitou-a e ainda ocupa grande parte do território eritreu pelo frente dos soldados da ONU.